# Trogoderma asperatum
Trogoderma asperatum là một loài bọ cánh cứng trong họ Dermestidae. Loài này được Fauvel miêu tả khoa học năm 1903.